# أشرف الخمايسي
أشرف الخمايسي (15 يوليو 1967 -) هو قاص وروائي مصري 

## حياته ومسيرته
ولد في مدينة الأقصر 15-7-1967، يعمل محررا لمجلة الثقافة الجديدة

## مؤلفاته[6][7]
صدر له ثلاث مجموعات قصصية هي:
- «الجبريلية» (1995)سلسلة "إبداعات" عن الهيئة العامة لقصور الثقافة عام
- «الفرس ليس حرا»(2011)
- « أهواك»(2015)[8]

ومجموعة قصصية للأطفال:
السكاتة (2013)،
روايات:
- «الصنم» (1999) سلسلة "أصوات" عن الهيئة العامة لقصور الثقافة
- «منافي الرب» (2013)[9][10]
- «انحراف حاد» (2014)[11]
- «صوفيا هارون»(2016)
- «ضارب الطبل» (2017)
- «تحت ضغط الظروف»(2023) عن دار المحرر للنشر والتوزيع

وسلسلة رحلات غير عادية، في 4 أجزاء،
إضافة إلى كتابين:
- كي أكون إنسان أجمل: مشاهد من الحياة، 2016
- يوم جديد: رؤى في الحياة والكتب، 2016.

## جوائز[2][12]
فاز بالجائزة الأولى في مسابقة أخبار الأدب للقصة القصيرة، على مستوى الوطن العربي٬ عن قصة «عجلات عربة الكارو الأربعة».
صلت روايتاه «منافى الرب» و«انحراف حاد» إلى القائمة الطويلة لجائزة البوكر العربية، ورواية «انحراف حاد» إلى القائمة الطويلة لجائزة الشيخ زايد عام 2015.
كرمته كلية الآداب بجامعة جنوب الوادى عام 1995 لقيمته الأدبية.
كما كرمته نقابة التطبيقيين بنجع حمادى عام 1995 لقيمته الأدبية.